# 東光寺 (岐阜県揖斐川町小野)
岐阜県揖斐川町小野に所在する医王山東光寺(とうこうじ)は臨済宗妙心寺派に属する寺院で、西美濃三十三霊場の6番札所である。揖斐川町には本稿で述べる寺院の他に揖斐川町若松にも天台宗の東光寺がある。
平安時代前期に伝教大師最澄が自刻の薬師如来を祀ったのが始まりと伝えられ、寺号は本尊の薬師如来の東方瑠璃光浄土に因んでいる。
その後時を経て荒廃するが、戦国時代の永正年間に本巣郡慈雲寺住持の大宗宗弘が師の天縦宗受を勧請開山に迎え、臨済宗妙心寺派の寺院として再興した。
大宗宗弘の後はその法嗣、岐秀元伯が住持となり耕月庵、圓珠庵、獨笑庵及び梅林庵の4つの塔頭を建立した。
戦国時代を経て慶長6年(1600年)には初代揖斐藩主西尾光教から黒印状と制札をもって保護されている。
元和9年(1623年)に揖斐藩が廃藩となり庇護を失うが、快伝宗薫和尚が再興を果たす。
現在の本堂及び鐘楼は天保年間に霊海玄妙和尚により建立されたものである。
本尊の薬師如来は乳薬師として母乳を授ける霊験があるとして信仰されているほか、所蔵する千手観音像が西美濃三十三霊場の本尊として祀られている。その他の寺宝として大宗宗弘和尚と岐秀元伯和尚の肖像がある。